# Giải BFCA cho kịch bản hay nhất
Giải BFCA cho người viết kịch bản hay nhất là một trong các giải của BFCA dành cho người viết kịch bản phim, được bầu chọn là hay nhất. Giải này được lập từ năm 1995 và mang nhiều tên khác nhau.

## Các người đoạt giải & được đề cử
- Kịch bản hay nhất
  - 1995 – Emma Thompson - Sense and Sensibility
  - 1996 – Anthony Minghella - The English Patient
- Kịch bản gốc hay nhất (1997-2000)
  - 1997 – Matt Damon & Ben Affleck - Good Will Hunting
  - 1998 – Tom Stoppard & Marc Norman - Shakespeare in Love
  - 1999 – Alan Ball - American Beauty
  - 2000 – Cameron Crowe - Almost Famous
- Kịch bản chuyển thể hay nhất (1997-2000)
  - 1997 – Curtis Hanson & Brian Helgeland - L.A. Confidential
  - 1998 – Scott Smith - A Simple Plan
  - 1999 – Frank Darabont - The Green Mile
  - 2000 – Stephen Gaghan - Traffic
- Người viết kịch bản hay nhất
  - 2001 – Christopher Nolan - Memento
    - Akiva Goldsman - A Beautiful Mind 
    - Ethan Coen & Joel Coen - The Man Who Wasn't There

  - 2002 – Charlie Kaufman - Adaptation & Confessions of a Dangerous Mind
    - Alexander Payne & Jim Taylor - About Schmidt
    - Nia Vardalos - My Big Fat Greek Wedding

  - 2003 – Jim Sheridan, Kirsten Sheridan & Naomi Sheridan - In America
    - John August - Big Fish
    - Sofia Coppola - Lost in Translation
    - Brian Helgeland - Mystic River
    - Gary Ross - Seabiscuit
- 2004: Alexander Payne & Jim Taylor - Sideways
  - Bill Condon - Kinsey
  - Charlie Kaufman - Eternal Sunshine of the Spotless Mind
  - John Logan - The Aviator
  - David Magee - Finding Neverland
- 2005: Paul Haggis & Bobby Moresco - Crash
  - Noah Baumbach - The Squid and the Whale
  - George Clooney & Grant Heslov - Good Night, and Good Luck.
  - Dan Futterman - Capote
  - Larry McMurtry & Diana Ossana - Brokeback Mountain
- 2006: Michael Arndt - Little Miss Sunshine
  - Guillermo Arriaga - Babel
  - Todd Field & Tom Perrotta - Little Children
  - Zach Helm - Stranger Than Fiction
  - William Monahan - The Departed
  - Peter Morgan - The Queen
- 2007: Diablo Cody - Juno
  - Joel Coen and Ethan Coen - No Country for Old Men
  - Tony Gilroy - Michael Clayton
  - Nancy Oliver - Lars and the Real Girl
  - Sean Penn - Into the Wild
  - Aaron Sorkin - Charlie Wilson's War
- 2008: Simon Beaufoy - Slumdog Millionaire
  - Dustin Lance Black - Milk
  - Peter Morgan - Frost/Nixon
  - Eric Roth - The Curious Case of Benjamin Button
  - John Patrick Shanley - Doubt